# Resolutie 1259 Veiligheidsraad Verenigde Naties
Resolutie 1259 van de Veiligheidsraad van de Verenigde Naties werd unaniem door de VN-Veiligheidsraad aangenomen op 11 augustus 1999.

## Inhoud
De Veiligheidsraad:
- Herinnert aan de resoluties 808, 827, 936, 955 en 1047.
- Betreurt het ontslag van Louise Arbour, (als openbaar aanklager van het Joegoslavië- en Rwanda-tribunaal) dat ingaat op 15 september.
- Met betrekking tot artikel °16(4) van het statuut van het Joegoslavië-tribunaal en °15 van het statuur van het Rwanda-tribunaal.
- Overwoog de nominatie van Carla Del Ponte (Zwitserland) als openbaar aanklager van beide tribunalen.
- Stelt Carla Del Ponte aan als openbaar aanklager van het Joegoslavië- en het Rwanda-tribunaal vanaf Arbours ontslag.

## Verwante resoluties
- Resolutie 1207 Veiligheidsraad Verenigde Naties (1998)
- Resolutie 1241 Veiligheidsraad Verenigde Naties
- Resolutie 1329 Veiligheidsraad Verenigde Naties (2000)
- Resolutie 1340 Veiligheidsraad Verenigde Naties (2001)

Lijst ·  1220 ·  1221 ·  1222 ·  1223 ·  1224 ·  1225 ·  1226 ·  1227 ·  1228 ·  1229 ·  1230 ·  1231 ·  1232 ·  1233 ·  1234 ·  1235 ·  1236 ·  1237 ·  1238 ·  1239 ·  1240 ·  1241 ·  1242 ·  1243 ·  1244 ·  1245 ·  1246 ·  1247 ·  1248 ·  1249 ·  1250 ·  1251 ·  1252 ·  1253 ·  1254 ·  1255 ·  1256 ·  1257 ·  1258 ·  1259 ·  1260 ·  1261 ·  1262 ·  1263 ·  1264 ·  1265 ·  1266 ·  1267 ·  1268 ·  1269 ·  1270 ·  1271 ·  1272 ·  1273 ·  1274 ·  1275 ·  1276 ·  1277 ·  1278 ·  1279 ·  1280 ·  1281 ·  1282 ·  1283 ·  1284